# 加江田 (宮崎市)
加江田（かえだ）とは、宮崎県宮崎市の地名および大字。正式名称は大字加江田。木花地域自治区に属している。郵便番号は889-2161。

## 地理
宮崎市の中南部、鰐塚山地の加江田川と支流の知福川沿いに位置する。加江田川河口右岸は日南海岸国定公園の最北端に位置する。一部は加江田川の左岸にもあり、学園木花台桜、学園木花台西、学園木花台南が誕生した。
北方を大字熊野、学園木花台桜、学園木花台西1丁目、南方を青島、青島西、大字鏡洲、大字内海、大字折生迫と接する。

## 世帯数と人口
2023年（令和5年）3月1日現在の世帯数と人口は以下の通りである。
| 町丁   | 世帯数  | 人口   |
| ------ | ------- | ------ |
| 加江田 | 682世帯 | 1210人 |

## 小・中学校の学区
市立小・中学校に通う場合、学区は以下の通りとなる。
| 町名         | 小学校                   | 中学校             |
| ------------ | ------------------------ | ------------------ |
| 加江田の一部 | 宮崎市立木花小学校       | 宮崎市立木花中学校 |
| 加江田の一部 | 宮崎市立学園木花台小学校 | 宮崎市立木花中学校 |

## 交通

### 鉄道
JR日南線が通過しており、曽山寺駅、子供の国駅が設置されている。

### バス
宮交グループの運営するバスが営業している。

### 道路
- 国道220号 青島バイパス
- 宮崎県道339号塩鶴木崎線
- 宮崎県道376号学園木花台加江田線
- 宮崎県道377号内海加江田線

## 施設
- 宮崎市自然休養村センター
- 京都大学防災研究所附属地震災害研究センター 宮崎観測所
- 曽山寺駅
- 子供の国駅